# Camillo Fontanelli
Camillo Fontanelli (Modena, 23 luglio 1823 – Modena, 11 marzo 1891) è stato un politico italiano.

## Biografia
Era figlio del generale Achille Fontanelli e di Lucia Frapolli.